# 캐슬린 코디
캐슬린 코디(Kathleen Cody, 1954년 10월 30일 ~ )는 미국의 배우, 모델, 연극 배우, 텔레비전 배우, 영화배우이다.
브롱크스에서 태어났다.

## 영화
- 슈퍼대드 (1973년)
- 찰리와 천사 (1973년)
- 설원 특급 (1972년)
- 애즈 더 월드 턴즈 (1956년)
- 딜론 보안관 (1955년)